# Soltész István (újságíró)
Soltész István (Nyíregyháza–Vadastanya, 1926. február 28. – Budapest, 2017. augusztus 1.) magyar újságíró, főszerkesztő.

## Élete
1948 és 1956 között Nyíregyházán, Debrecenben és Budapesten volt újságíró. 1956 októbere és 1957 között a Szabolcs-Szatmári Néplap főszerkesztője volt. 1957-ben eltávolították állásából és kizárták a MÚOSZ-ból, később az MSZMP-ből is. 1960 és 1962 között fizikai munkásként dolgozott. 1962 és 1969 között a Hajdú Megyei Napló, 1969 és 1975 között a Magyar Hírlap munkatársa volt. 1975 és 1982 között a Minisztertanács Tájékoztatási Hivatalának a munkatársaként dolgozott, 1980 és 1982 között a hivatal elnökhelyettese volt. 1982 és 1989 között a Magyar Nemzet főszerkesztője volt.
Tagja volt a Hazafias Népfront Országos Tanácsának, az MSZMP-nek és a MÚOSZ-nak. 1985-ben országgyűlési képviselőjelölt volt.

## Művei
- Utazás az új Magyarországon (1952, többekkel)
- Belpolitikai sajtóírás (1977)
- El kell menni katonának. A falusi ember és a régi katonáskodás; Zrínyi, Budapest, 1981
- 90 éves az OMBKE (1982)
- A nemzetiségi politika a tájékoztatásban (1986)
- Szoross poroncsolat eljött. Népballadák háborúkról, katonákról; összeáll., jegyz., versford. Soltész István; Zrínyi, Budapest, 1986
- Rajk-dosszié. Soltész István dokumentumválogatása; Láng, Budapest, 1989
- Emberismeret az írásból (1993)
- Ősi nagyasszonyok. Árpád-házi királynék (1997)
- Árpád-házi királynék. Szentek és szeretők (1999)
- Magyar királyi városok (2000, Antall Péterrel és Gedai Istvánnal)
- Árpád-házi királylányok Európában. Győztes és bukott csillagok; Gabo, Budapest, 2002 (Királyi házak)
- A Magyar Országgyűlés (2006, Villám Judittal, Szabó Dániellel, Gyarmati Györggyel és Sisa Józseffel)

## Díjai, elismerései
- Rózsa Ferenc-díj (1975)